# Pleurothallis ruscifolia
Pleurothallis ruscifolia là một loài thực vật có hoa trong họ Lan. Loài này được (Jacq.) R.Br. miêu tả khoa học đầu tiên năm 1813.